# Colignan
Colignan is een plaats in de Australische deelstaat Victoria en telt 204 inwoners (2006).